# Doppelbock
La Doppelbock ou Fasten bock est une bière de fermentation haute ou basse, forte en alcool et brassée essentiellement en Bavière dans le sud de l'Allemagne pour la période du carême. Elle peut être ambrée ou brune.
Les Doppelbock sont brassées à partir d'une densité primitive de moût entre 18 % et 21 %, constituant ainsi une variété Bock. Les appellations commerciales de la majorité de ces bières usent du suffixe -ator.

## Marques de doppelbock
- Allemagne (Bavière) :
  - Basse-Bavière
    - Adamator (Adam Bräu)
    - Arcolator (Graf Arco Bräu)
    - Awetator (Weideneder)
    - Brunator (Brunner-Bräu)
    - Coronator (Arcobräu)
    - Claudiator (Andorfer)
    - Ergolator (Wittmann)
    - Herminator (Ziegelbräu)
    - Heylator (Privatbrauerei Josef Lang)
    - Humorator (Hacklberg)
    - Kulinator (Brauerei Hutturm)
    - Pfaffenator (Stöttner)
    - Reginator (Falter-Bräu)
    - Respektator (Drachelsrieder Schlossbrauerei)
    - Silvator (Dampfbierbrauerei)
    - Spektakulator (Weiss-Bräu Jodelbauer)
    - Tallilator (Wasserburger)
    - Tannator (Schlossbrauerei Hohenthann)

  - Franconie
    - Donnerbock (Schorschbräu)
    - Poculator (Brasserie Geismann)

  - Haute-Bavière
    - Aventinus (Schneider-Weisse G. Schneider & Sohn)
    - Hopfenweisse (Schneider-Weisse G. Schneider & Sohn)
    - Peccator (Schlossbrauerei)

  - Haut-Palatinat
    - Eichator (Schlossbrauerei Eichhofen)
    - Jakobator (Jakob)
    - Landlator (Bender)
    - Märkator (Märkl)
    - Palmator (Prößl Bräu)
    - Pirkator (Pirker Brauhaus)
    - Rubator (Bauer)

  - Munich
    - Aviator (Fliegerbräu)
    - Maximator (Augustiner)
    - Salvator (Paulaner)
    - Triumphator (Löwenbräu)
    - Unimator (Unionsbräu)

  - Québec
    - Doppelbock (Les Trois Mousquetaires)